# Lista de departamentos da Mauritânia
As Regiões da Mauritânia são subdivididas em 44 departamentos. Os departamentos estão listados abaixo, por região:

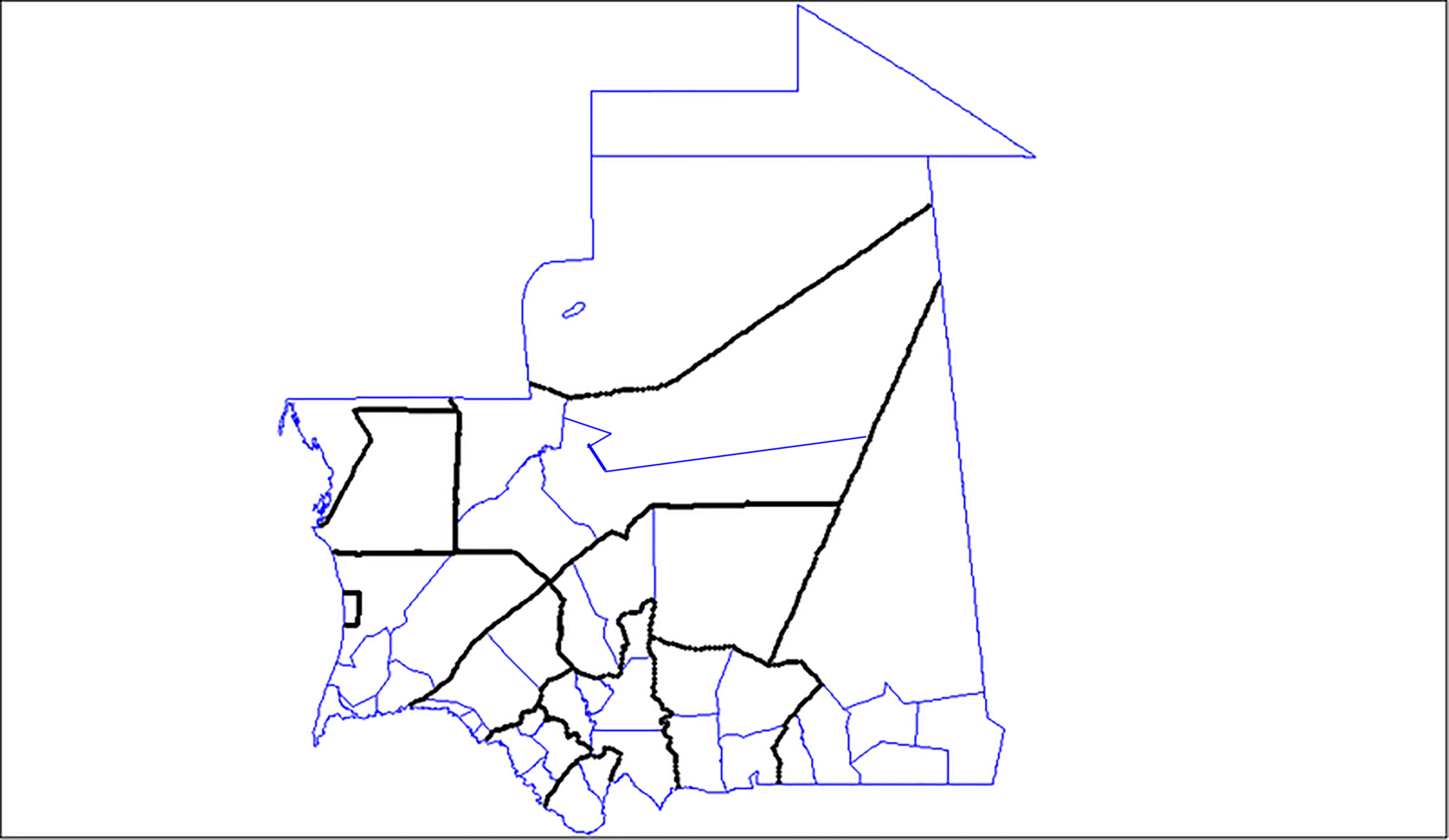
Departamentos da Mauritânia.

## Adrar

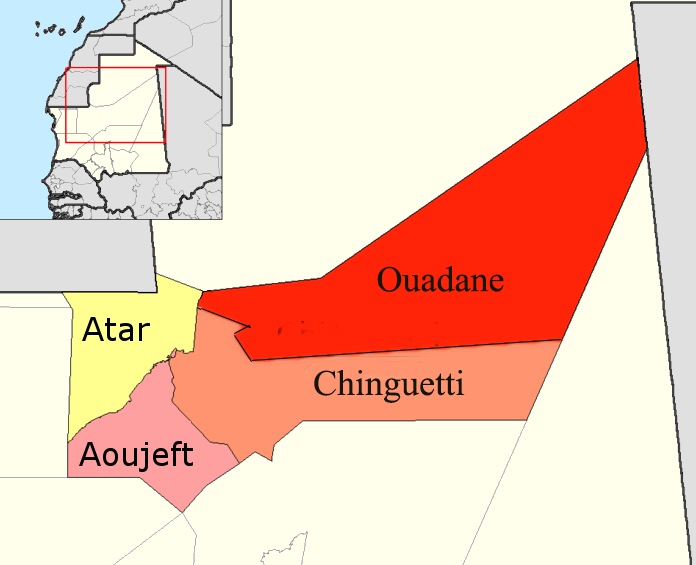
Departamentos de Adrar.

- Atar (departamento)
- Chinguetti (departamento)
- Oujeft (departamento)

## Assaba

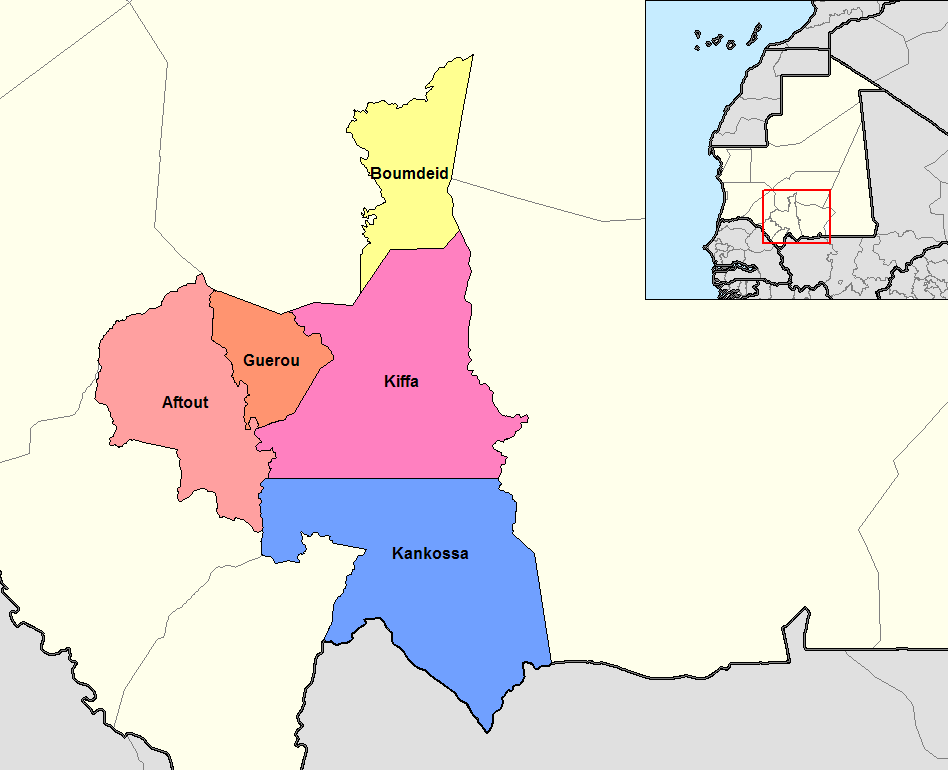
Departamentos de Assaba.

- Aftout (departamento)
- Boumdeid (departamento)
- Guerou (departamento)
- Kankossa (departamento)
- Kiffa (departamento)

## Brakna

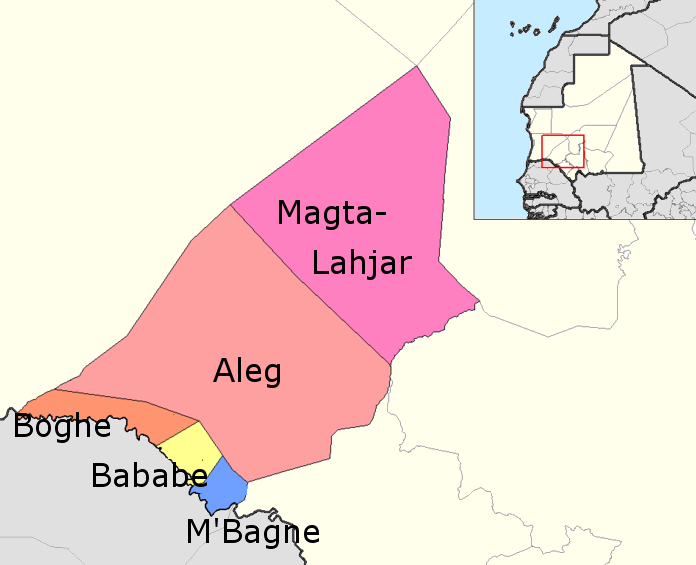
Departamentos de Brakna.

- Aleg (departamento)
- Bababe (departamento)
- Bogué (departamento)
- M'Bagne (departamento)
- Magtar Lahjar (departamento)

## Dakhlet Nouadhibou

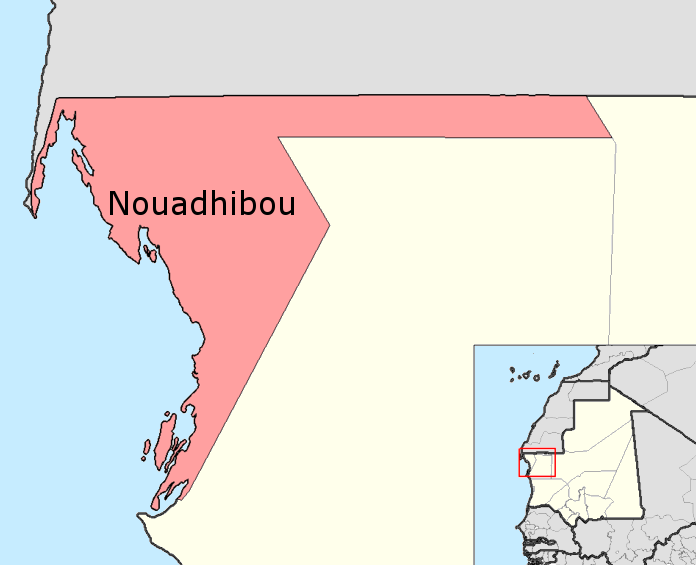
Departamento de Dakhlet Nouadhibou.

- Nouadhibou (departamento)

## Gorgol

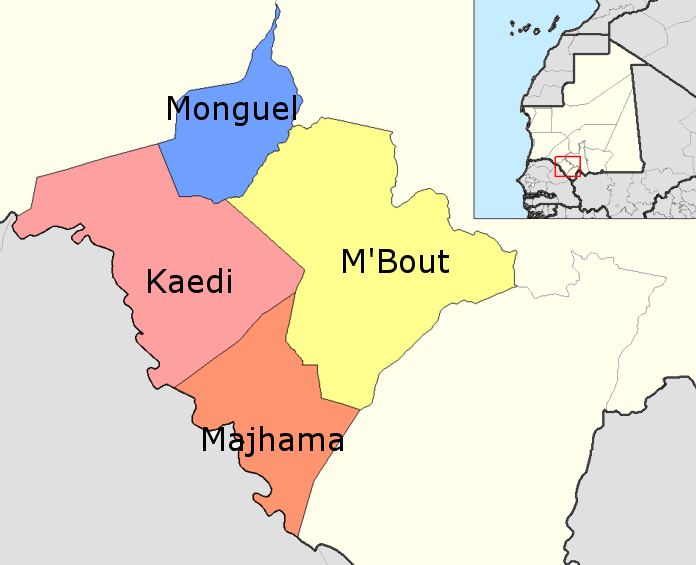
Departamentos de Gorgol.

- Kaedi (departamento)
- M'Bout (departamento)
- Maghama (departamento)
- Monguel (departamento)

## Guidimaka

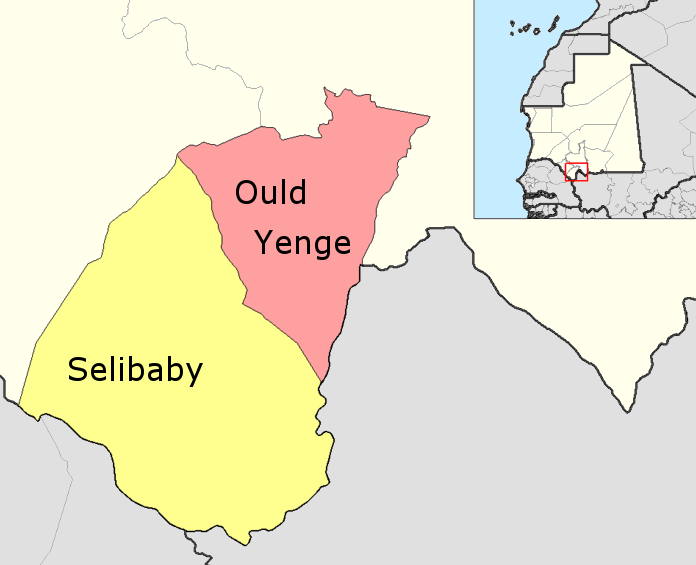
Departamentos de Guidimaka.

- Ould Yenge (departamento)
- Sélibaby (departamento)

## Hodh Ech Chargui

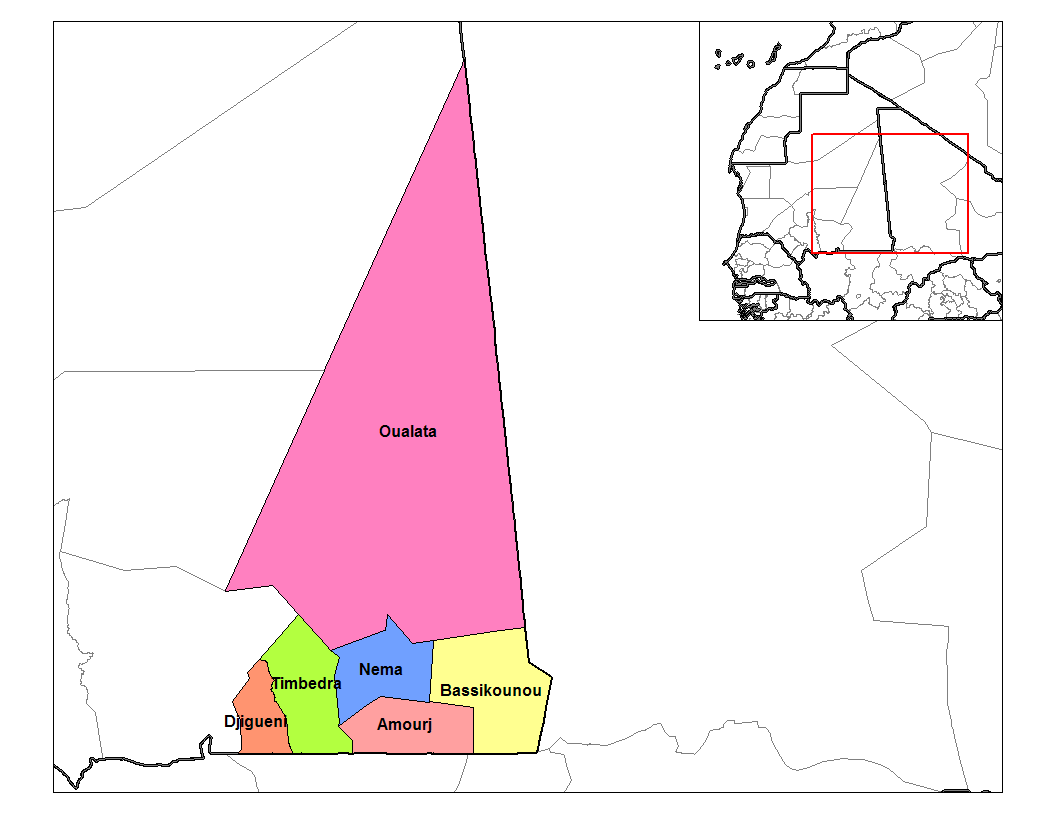
Departamentos de Hodh Ech Chargui.

- Amourj (departamento)
- Bassikounou (departamento)
- Djigueni (departamento)
- Néma (departamento)
- Oualata (departamento)
- Timbedra (departamento)

## Hodh El Gharbi

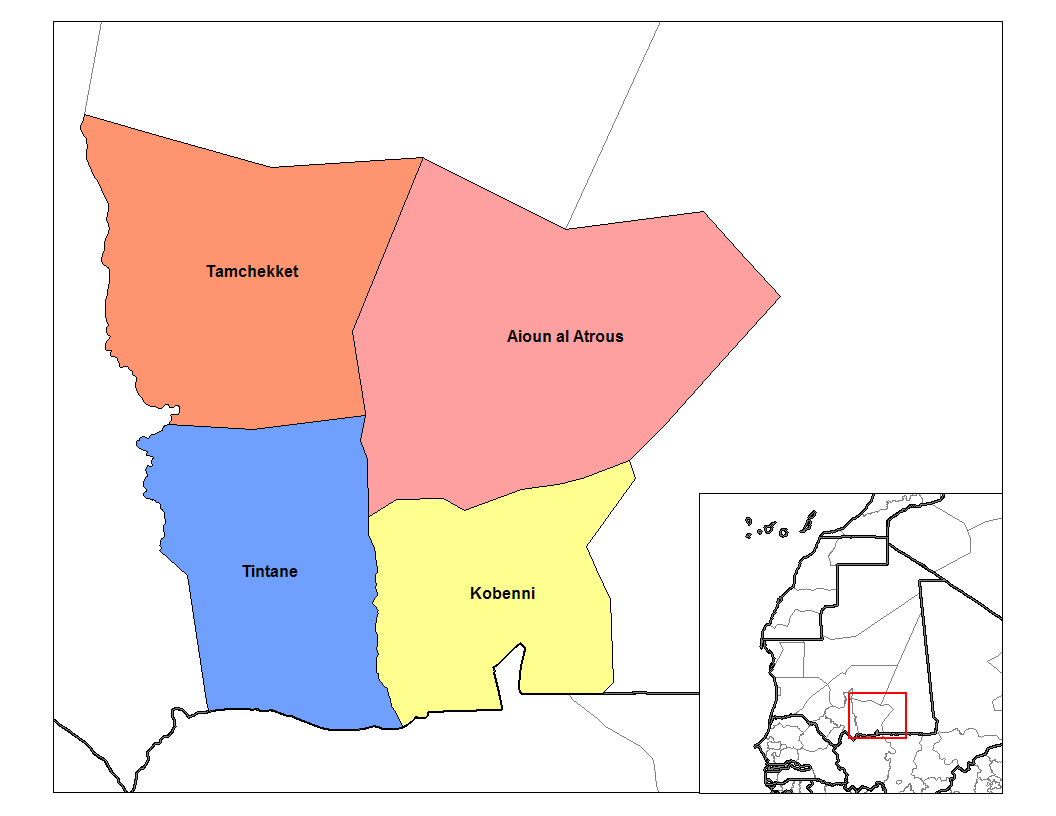
Departamentos de Hodh El Gharbi.

- Ayoun el Atrous (departamento)
- Kobenni (departamento)
- Tamchekket (departamento)
- Tintane (departamento)

## Inchiri

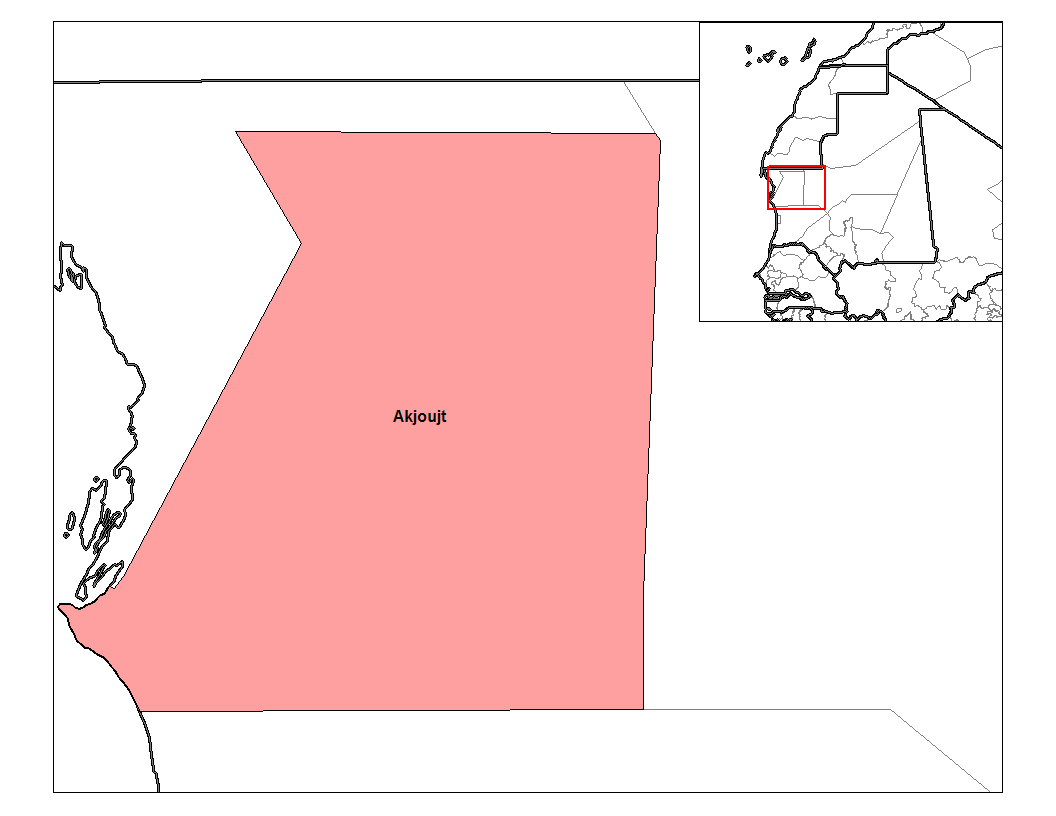
Departamento de Inchiri.

- Akjoujt (departamento)

## Nouakchott

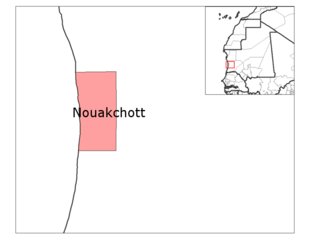
Departamento de Nouakchott.

- Nouakchott (departamento)

## Tagant

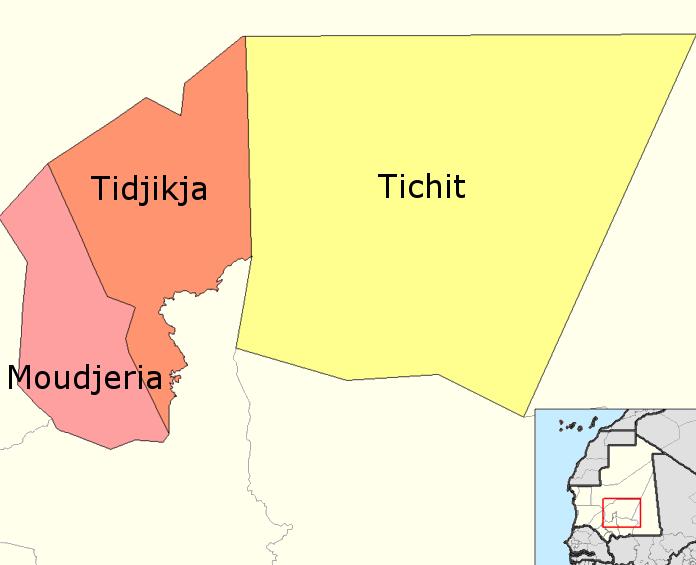
Departamentos de Tagant.

- Moudjeria (departamento)
- Tichit (departamento)
- Tidjikja (departamento)

## Tiris Zemmour

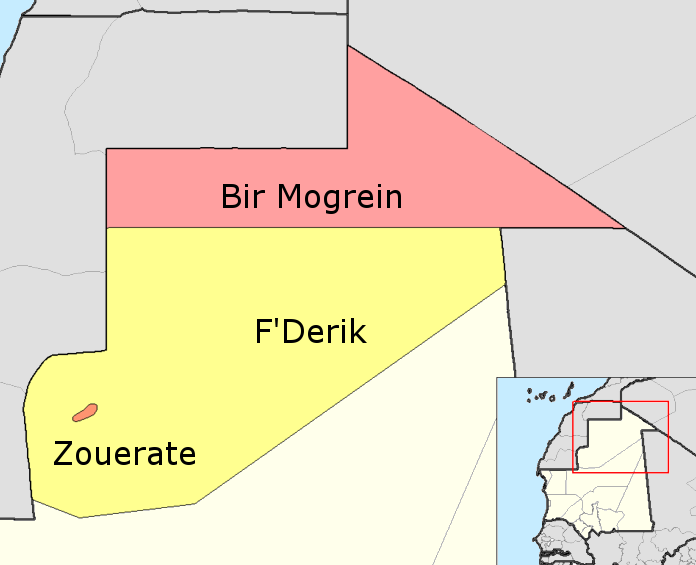
Departamentos de Tiris Zemmour.

- Bir Moghrein (departamento)
- Fderîck (departamento)
- Zouérat (departamento)

## Trarza

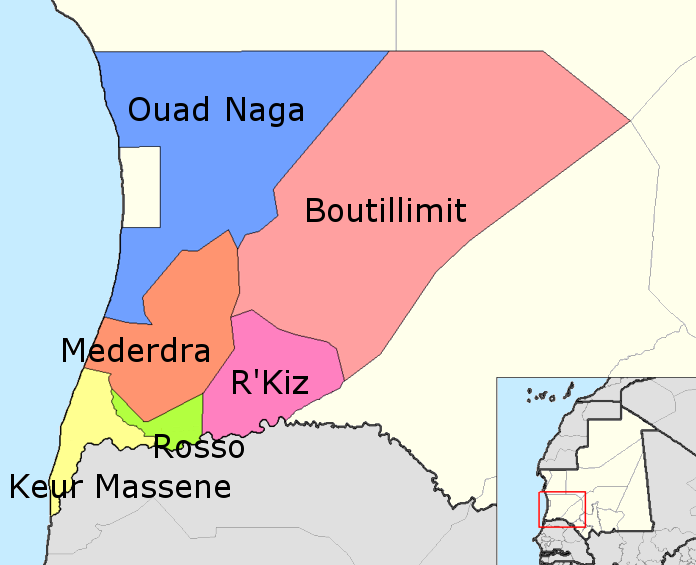
Departamentos de Trarza.

- Boutilimit (departamento)
- Keur Massene (departamento)
- Mederdra (departamento)
- Ouad Naga (departamento)
- R'Kiz (departamento)
- Rosso (departamento)